# Abingdon (Illinois)
Abingdon – miasto w Stanach Zjednoczonych, w stanie Illinois, w hrabstwie Knox.

## Demografia
W 2000 miasto to na powierzchni 3,8 km² zamieszkiwało 3612 osób. W 2023 liczba mieszkańców spadła do 2851 osób, a gęstość zaludnienia do poziomu 750 osób/km².